# Adieu mon bébé chanteur
Singles de Alain Chamfort
L'amour n'est pas une chanson
(1974) Madona Madona
(1974)
Adieu mon bébé chanteur est une chanson d'Alain Chamfort de 1974.
Elle est l'un des nombreux succès du chanteur dans la période à Flèche en restant classée deux mois au hit-parade d'Europe 1.
La chanson est orchestrée par Jean-Claude Petit.

## Liste des titres
Toutes les chansons sont écrites et composées par Alain Chamfort, Michel Pelay et Jean-Michel Rivat.
| A. | Adieu mon bébé chanteur | 2:39 |
| B. | Harmonie sur la ville   | 3:19 |

## Classements
| Classement (1974-75)                    | Meilleure place |
| --------------------------------------- | --------------- |
| Belgique (Wallonie Ultratop 50 Singles) | 3               |
| France (IFOP)                           | 7               |
| France (SNEP Ventes)                    | 6               |
| France (Europe 1)                       | 12              |
| France (RTL)                            | 6               |
| Québec (Palmarès francophone)           | 3               |

| Classement (1974) | Position |
| ----------------- | -------- |
| France (SNEP)     | 45       |

## Historique de sortie
| Pays   | Date         | Format   | Label                |
| ------ | ------------ | -------- | -------------------- |
| France | juillet 1974 | 45 tours | Disques Flèche       |
| Japon  | 1974         | 45 tours | Epic, Disques Flèche |
| Canada | 1975         | 45 tours | Disques Outre-Mer    |